# Eberhard König
Eberhard König est un historien de l'art allemand.
König est spécialisé dans les manuscrits enluminés et la décoration des incunables. Il enseigne l'histoire de l'art à l'Université libre de Berlin, où il est nommé doyen du département d'histoire et d'études culturelles en 2003. Il est l'auteur de nombreux ouvrages sur divers manuscrits enluminés, ainsi que de monographies sur Caravage ou encore Michel-Ange.
Il obtient en 1999 le prix Eugène-Carrière de l'Académie française pour son livre sur Les Très Belles Heures de Notre-Dame dont il est le co-auteur avec François Boespflug,.

## Publications

### Articles
- Avec Fabienne Joubert, Valentino Pace et Pierre-Yves Le Pogam, « L’artiste au Moyen Âge », Perspective, 1 | 2008, 90-110 [mis en ligne le 31 mars 2018, consulté le 31 janvier 2022. URL : http://journals.openedition.org/perspective/3546 ; DOI : https://doi.org/10.4000/perspective.3546].